# Kerala
Kerala délnyugat-indiai állam. India legsűrűbben lakott, legműveltebb és legtöbb fajta vallású állama. Partvidékét Malabár-partnak is hívják.

## Történelem
A térséget 2001 nyarán majdnem három hónapig tartó ún. vörös esőzések sújtották. Egyes vélemények szerint a vörös esőt a világűrből érkező por okozta, mások szerint mikroalgák túlszaporodása eredményezte.

## Oktatás
Keralában az analfabétizmust szinte teljesen sikerült felszámolni, Indiában itt a legmagasabb az írástudók aránya (90,9%).
Az államban 7 egyetem található: Kerala University Thiruvananthapuramban, Cochin University of Science and Technology Kochiban, Kannur University, Calicut University Kozhikodeben, Mahatma Gandhi University Kottayamban, Kerala Agricultural University Thrissurban és Sree Sankaracharya University of Sanskrit Kaladyban.

## Kultúra
- Kathákali táncdráma
- Kalaripajattu, harcművészet
- Jaksagána tánc
- Onam - látványos, négynapos aratási ünnep (aug-szept.)

## Közigazgatási beosztás

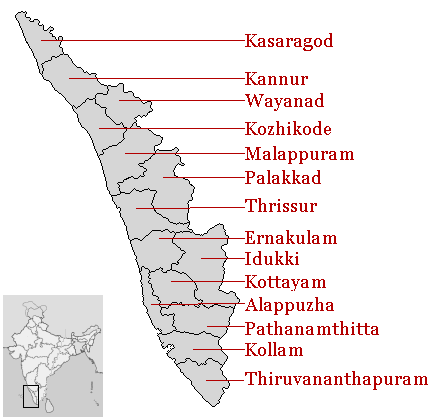
Kerala körzetei

Kerala 14 körzetből áll:
|    | Körzet           | Székhely         | Terület   | Népesség (2011) | Népsűrűség   |
| -- | ---------------- | ---------------- | --------- | --------------- | ------------ |
| 1  | Álappuzsa        | Álappuzsa        | 1 415 km² | 2 127 789       | 1 504 fő/km² |
| 2  | Ernakulam        | Koccsi           | 3 063 km² | 3 282 388       | 1 072 fő/km² |
| 3  | Idukki           | Painavu          | 4 356 km² | 1 108 974       | 255 fő/km²   |
| 4  | Kannur           | Kannúr           | 2 961 km² | 2 523 003       | 852 fő/km²   |
| 5  | Kasaragod        | Kasaragod        | 1 989 km² | 1 307 375       | 657 fő/km²   |
| 6  | Kollam           | Kollam           | 2 483 km² | 2 635 375       | 1 061 fő/km² |
| 7  | Kottayam         | Kottayam         | 2 206 km² | 1 974 551       | 895 fő/km²   |
| 8  | Kozsíkóde        | Kozsíkóde        | 2 345 km² | 3 086 293       | 1 316 fő/km² |
| 9  | Malappuram       | Malappuram       | 3 554 km² | 4 112 920       | 1 157 fő/km² |
| 10 | Palakkad         | Palakkad         | 4 482 km² | 2 809 934       | 627 fő/km²   |
| 11 | Pathanamthitta   | Pathanamthitta   | 2 652 km² | 1 197 412       | 452 fő/km²   |
| 12 | Tiruvanántapuram | Tiruvanántapuram | 2 189 km² | 3 301 427       | 1 508 fő/km² |
| 13 | Trisúr           | Trisúr           | 3 027 km² | 3 121 200       | 1 031 fő/km² |
| 14 | Wayanad          | Kalpetta         | 2 130 km² | 817 420         | 384 fő/km²   |

## Térkép
Kerala államot a sárgás-fehér terület jelzi:

## Demográfia

### Lakosság
Kerala rendelkezik egész Indiában a legalacsonyabb termékenységi rátával, egy nő átlagosan mindössze 1,7 gyermeket szül termékeny évei alatt, ez nem éri el a népesség fenntartásához szükséges 2,1 gyerek/nő átlagot.
A népsűrűség igen magas, 2011-ben az állam átlagos népsűrűsége 859 fő/km² volt. A települések összemosódnak, a falvak végtelenek. Az egész állam egyetlen nagy falu, még a helybeliek sem tudják mindig, hogy ebben a településben laknak vagy már abban. Két község között lélegzetvételnyi szünet sincs.

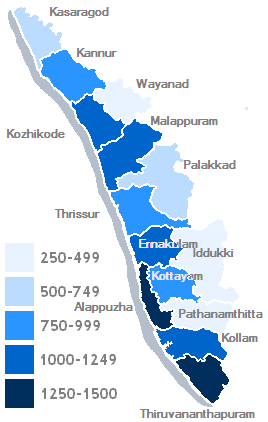
Népsűrűségi térkép (fő/km²)

### Vallás
Vallási megoszlás Keralában (2011)
2011-ben a lakosság közel 55%-a hindu. A muzulmánok aránya 26%, a keresztényeké 18%. A keresztények elsősorban a Szír-Malabár Katolikus Egyház, a Szír Ortodox Egyház és az Anglikán Közösség tagjai. Az államban pár ezer szikh és buddhista vallású is él.
lásd még: A vallás Indiában és A kereszténység és a hinduizmus összehasonlítása

#### Főbb városok
| Város              | Népesség (2011-ben) (elővárosok nélkül) |
| ------------------ | --------------------------------------- |
| Thiruvananthapuram | 796 000                                 |
| Kochi              | 633 000                                 |
| Kozhikode          | 550 000                                 |
| Kollam             | 367 000                                 |
| Thrissur           | 315 000                                 |
| Kannur             | 241 000                                 |
| Alappuzha          | 174 000                                 |

### Nyelvi megoszlás
Kerala nyelvei (2001)
A lakosság 96,7%-a malajálam nyelven beszél. A kisebbség a tamil nyelvet használja. Az angol nyelv a képzés és a gazdasági élet nyelve.

## Turizmus
- Kerala vízi útjai (Backwaters)
- tengerpart: Kovalam, Varkala, Mararikulam, Alappuzha stb.
- vízesések
  - Athirappilly Waterfalls (Thrissur), Athirapally Falls (Athirapally)
- Tea Gardens (teaföldek) - Munnar, Kolukkumalai Tea Estate (teaüzem, Munnar)
- Kochi - Fort Kochi - angol, holland, portugál gyarmattartók történelmi nyomai
- Perijár Nemzeti Park (Periyar National Park)
- Kodanad - elefántfürdetés
- Trivandrum
- Amritapuri (Ammá ásramja)
- templomok

## Galéria

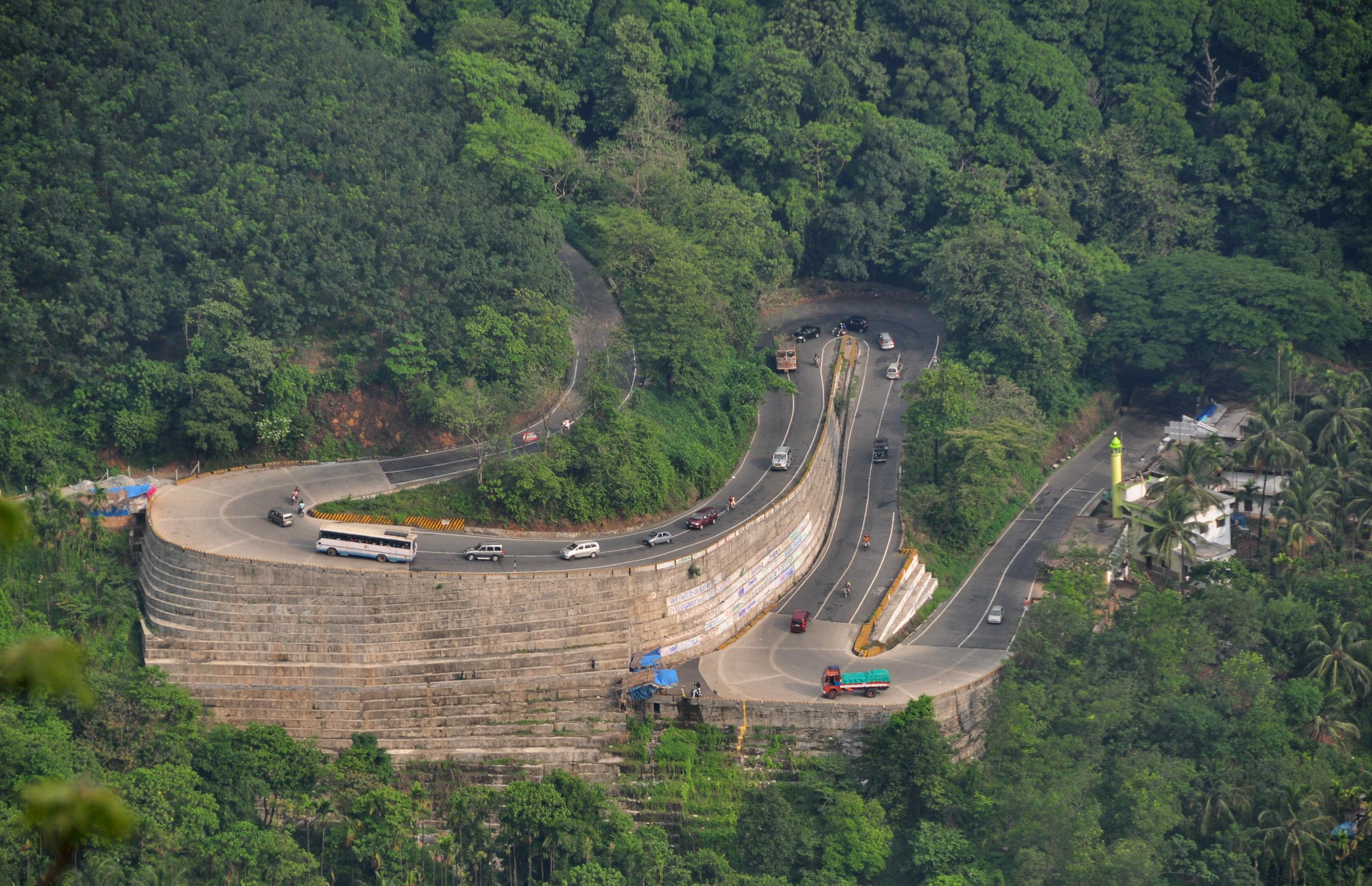
Nyugati Ghatok
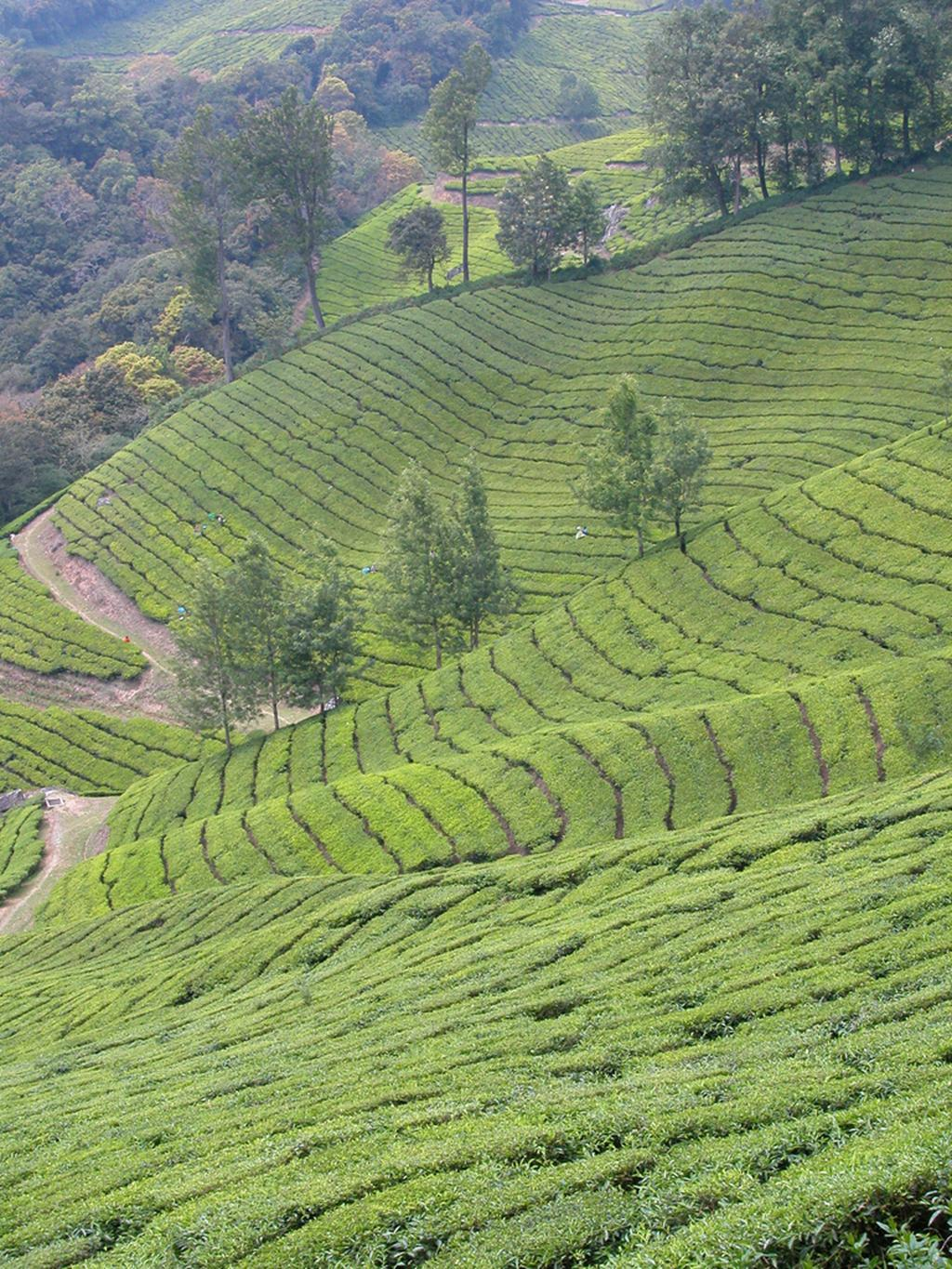
Teaültetvény
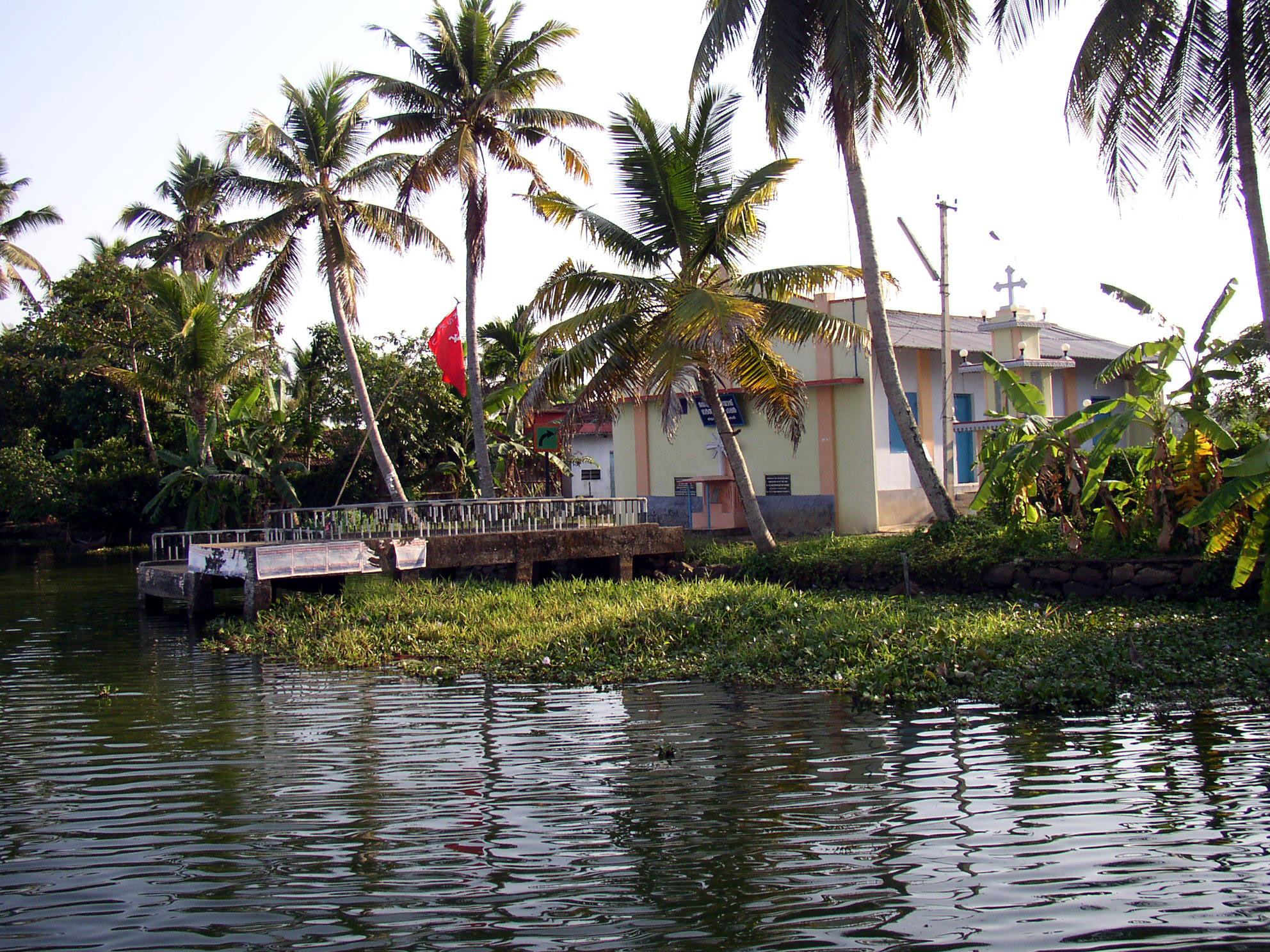
Backwaters
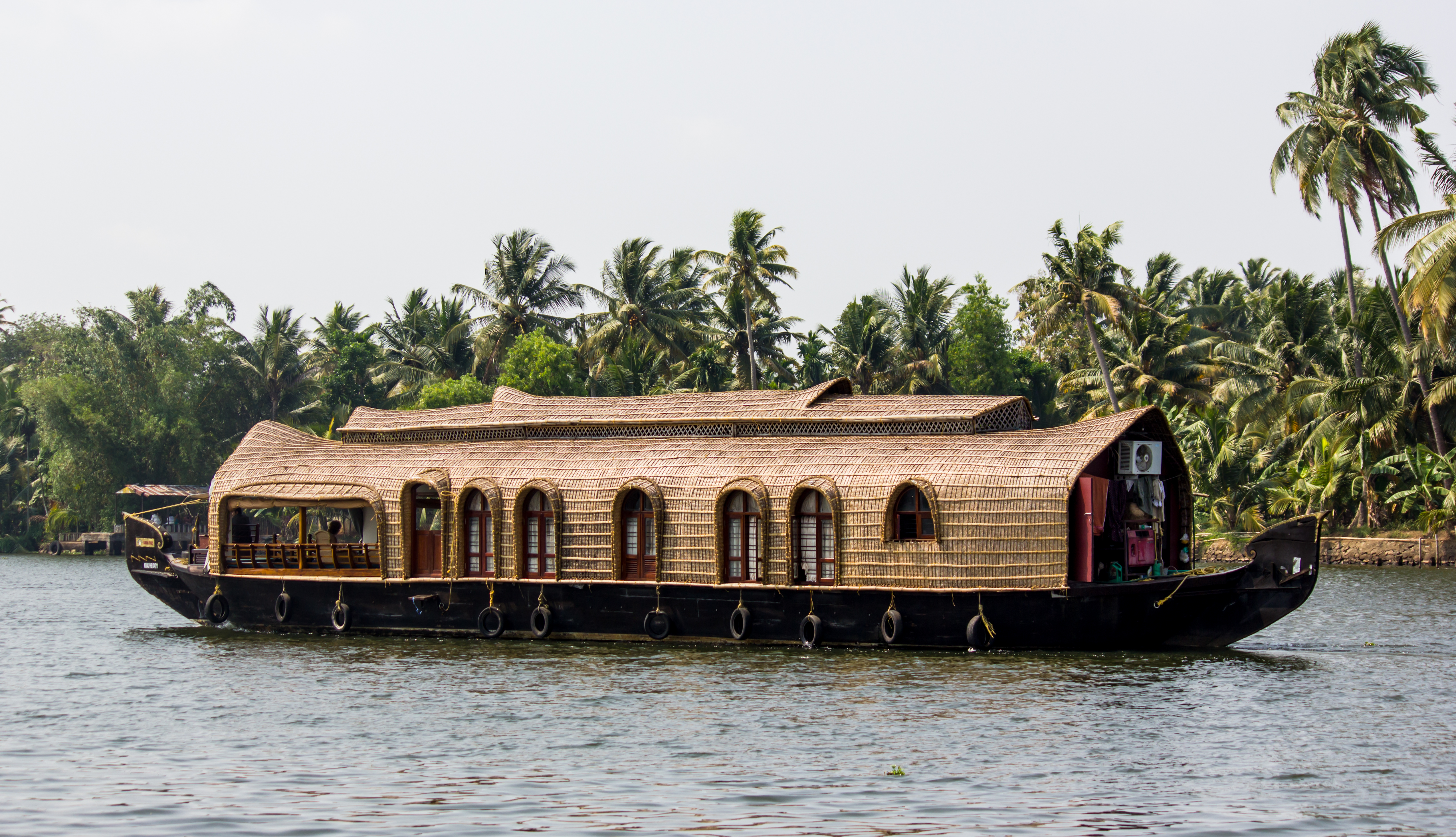
Turistahajó a lagúnákon
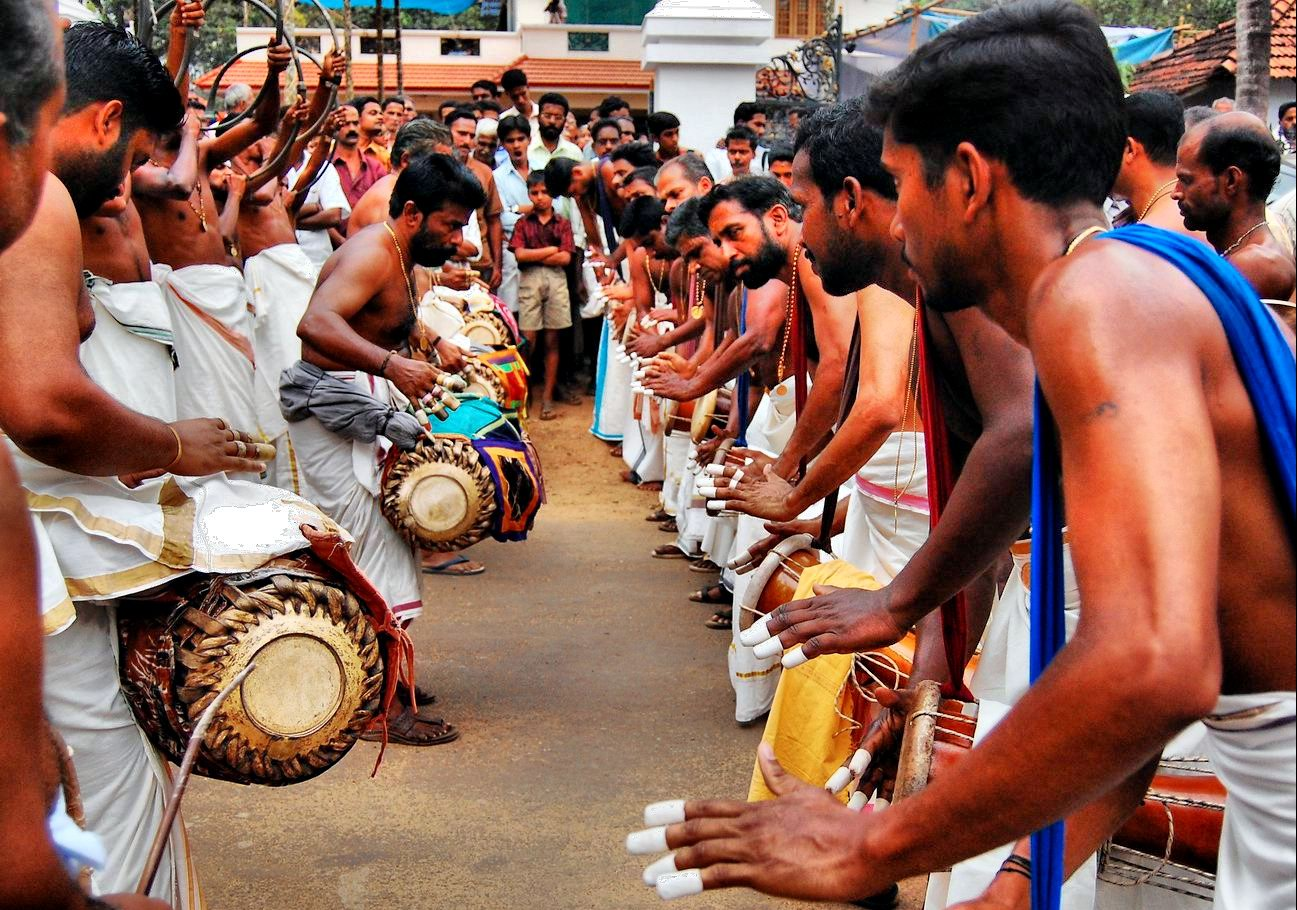
Panchavadyam
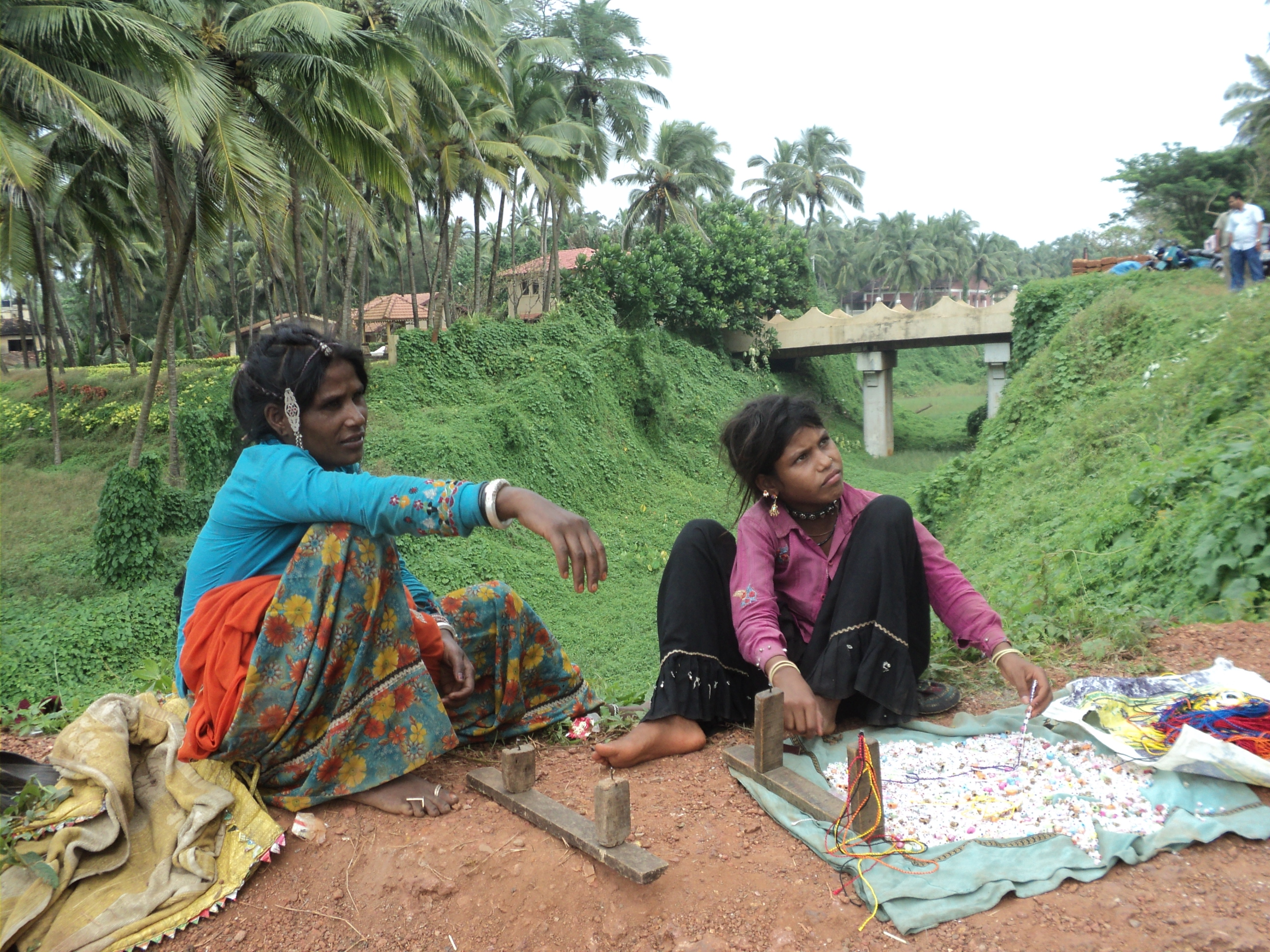
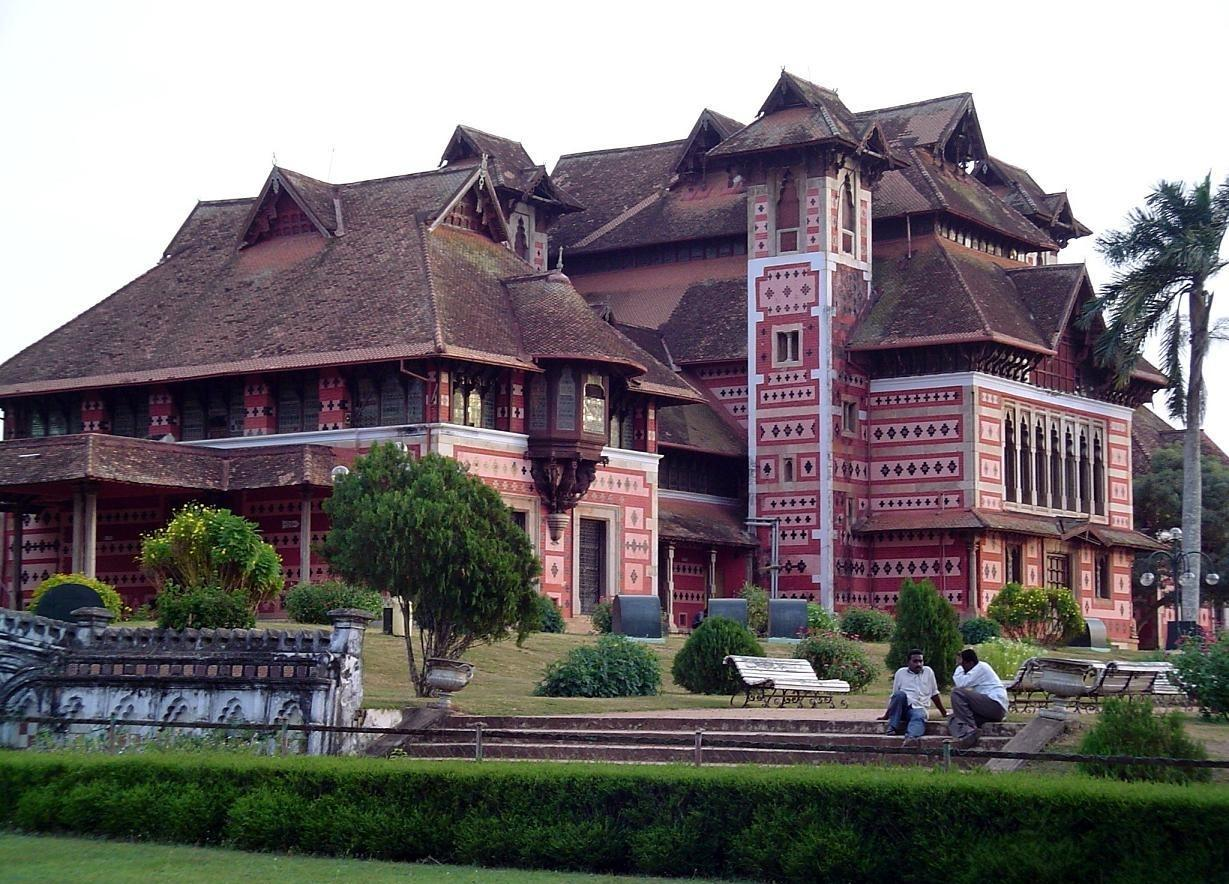
Napier múzeum, Trivandrum
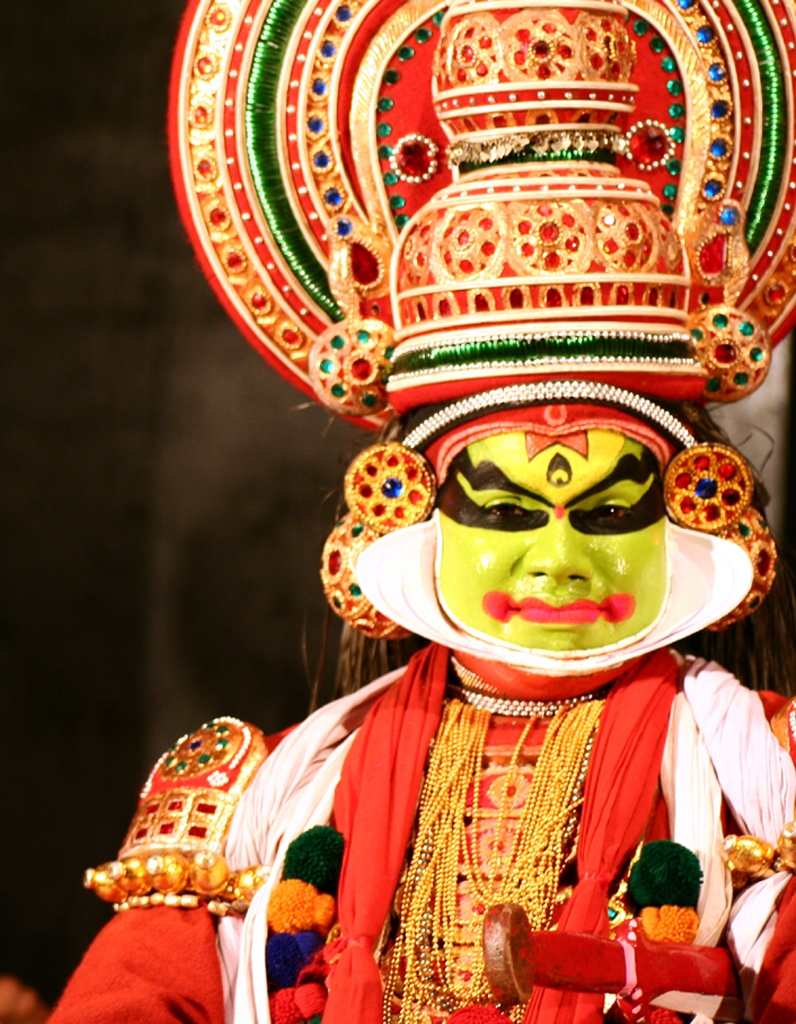
Kathakali